# Dava Sobel
Dava Sobel (15 de junho de 1947) é uma escritora americana que se destacou pelos seus títulos que divulgam a ciência a todos os sectores da sociedade. Entre as suas obras destacam-se Longitude, a história verídica de John Harrisson, e de como este levou anos para convencer o almirantado britânico a utilizar os seus relógios determinar a longitude a bordo de um navio.

## Biografia
Sobel nasceu no Bronx, na cidade de Nova York. Ela se formou na Bronx High School of Science e na Binghamton University. Ela escreveu Longitude: A verdadeira história de um gênio solitário que resolveu o maior problema científico de seu tempo em 1995. A história foi transformada em um filme para televisão, de mesmo nome por Charles Sturridge e Granada Film em 1999, e foi exibido na Estados Unidos pela A&E .
Seu livro A Filha de Galileu: Uma Memória Histórica de Ciência, Fé e Amor foi finalista do Prêmio Pulitzer de Biografia ou Autobiografia de 2000.
Ela possui doutorado honorário em letras pela University of Bath e Middlebury College, Vermont, ambos concedidos em 2002.

## Publicações (em português)
- Um céu mais perfeito
- Longitude: Publicado em inglês em 1995. Editado em Portugal pela editora Temas & Debates.
- A filha de Galileu: Uma memória histórica de ciência, fé e amor. Editado pela primeira vez em 1999.
- Os Planetas: Traduzido por Carlos Afonso Malferrari e publicado no Brasil em 2006 pela Companhia das Letras.

Por traduzir:
- The Best American Science Writing 2004 (editor)

## Publicações (em inglês)
- Arthritis: What Works; Revolutionary Healing Approaches From An Unprecedented Nationwide Survey Of People With Arthritis. [S.l.]: St. Martin's Press. 1992
- Arthritis: What Exercises Work: Breakthrough Relief for the Rest of Your Life, Even After Drugs and Surgery Have Failed. [S.l.]: St. Martin's Press. 2015. ASIN 1250068681
- Backache: What Exercises Work. [S.l.]: St. Martin's Press. 1996
- Longitude: The True Story of a Lone Genius Who Solved the Greatest Scientific Problem of His Time (1995) ISBN 1-85702-571-7. OCLC 909490210 – the genius in question was John Harrison, who spent decades trying to convince the British Admiralty of the accuracy of his naval timepieces and their use in determining longitude when at sea in order to win the longitude prize. The book itself won the 1997 British Book of the Year award.
- Galileo's Daughter: A Historical Memoir of Science, Faith, and Love (2000) ISBN 0-14-028055-3
- The Best American Science Writing 2004 (editor) ISBN 9780060726409, OCLC 916515131
- The Planets: A discourse on the discovery, science, history and mythology, of the planets in our solar system, with one chapter devoted to each of the celestial spheres. (2005) ISBN 1-85702-850-3, OCLC 77646686[3]
- A More Perfect Heaven: How Copernicus Revolutionized the Cosmos. [S.l.]: Bloomsbury Publishing. 4 de outubro de 2011. ISBN 978-0-8027-7893-2 OCLC 819387028[4]
- The Glass Universe: How the Ladies of the Harvard Observatory Took the Measure of the Stars (2016) ISBN 9780143111344, OCLC 972263666[5]